# Syros
Syros (Grieks: Σύρος) of Siros of Syra is een Grieks eiland met ongeveer 20.000 inwoners en een oppervlakte van 84 km² in de noordelijke Cycladen in het Westen van de Egeïsche Zee.

## Historie
Dit katholieke eiland is een van de dichtstbevolkte eilanden van de Cycladen. Vanaf 1207 verschenen hier de Venetianen en in het jaar 1700 waren er meer katholieken dan orthodoxen. Syros heeft minder last gehad van de Ottomanen tijdens de Ottomaanse bezetting, waardoor veel Grieken zijn gevlucht naar dit eiland. Het eiland werd bestempeld als een neutraal territorium.

## Geografie
De hoofdstad en tevens de havenstad van Syros is Ermoupoli. Deze hoofdstad heeft meer de kenmerken van een 19de-eeuwse Europese stad dan van een typisch Cycladische.
Ano Syros en Anastasi staan bekend als de twee heuvels van het eiland. De "San Giori"-kathedraal ligt op de heuvel van Ano Syros. Enkele stranden van Syros zijn: Kini, Galissas, Finikas en Mega Gialos.
"Posidonia", met traditionele gebouwen en Neoklassieke villa's, is de mooiste streek van het eiland.

## Plaatsen[2]
Door de bestuurlijke herindeling (Programma Kallikratis) werden de departementen afgeschaft vanaf 2011. “Syros” werd een regionale eenheid (perifereiaki enotita). Er werden eveneens gemeentelijke herindelingen doorgevoerd, in de tabel hieronder “GEMEENTE” genoemd.
| Plaats     | Hoofdplaats (vroeger) | Postcode | GEMEENTE        | Hoofdplaats van de gemeente |
| ---------- | --------------------- | -------- | --------------- | --------------------------- |
| Ano Syros  |                       |          | Syros-Ermoupoli | Ermoupoli                   |
| Ermoupoli  |                       |          | Syros-Ermoupoli | Ermoupoli                   |
| Poseidonia |                       |          | Syros-Ermoupoli | Ermoupoli                   |